# (5413) Смыслов
(5413) Смыслов (лат. Smyslov) — типичный астероид главного пояса, открыт 13 марта 1977 года советским астрономом Николаем Черных в Крымской астрофизической обсерватории и 20 июня 1997 года назван в честь советского и российского шахматиста Василия Смыслова.

## Обнаружение и именование
(5413) Смыслов
Открыт 13 марта 1977 года в Научном Н. С. Черных.
Назван в честь советского шахматного гроссмейстера и чемпиона мира по шахматам в 1957—1958 годах Василия Васильевича Смыслова (р. 1921). Он известен также как одарённый певец-любитель, исполняющий оперные арии и русские народные песни.
Оригинальный текст (англ.)5413 Smyslov
Discovered 1977-03-13 by Chernykh, N. S. at Nauchnyj.
Named in honor of Vasilij Vasil'evich Smyslov (b. 1921), Soviet chess grandmaster and world chess champion during 1957—1958. He is known also as a gifted amateur singer, performing operatic arias and Russian folk songs.
Источники: DISCOVERY.DB; M.P.C. 30097.

## Орбита

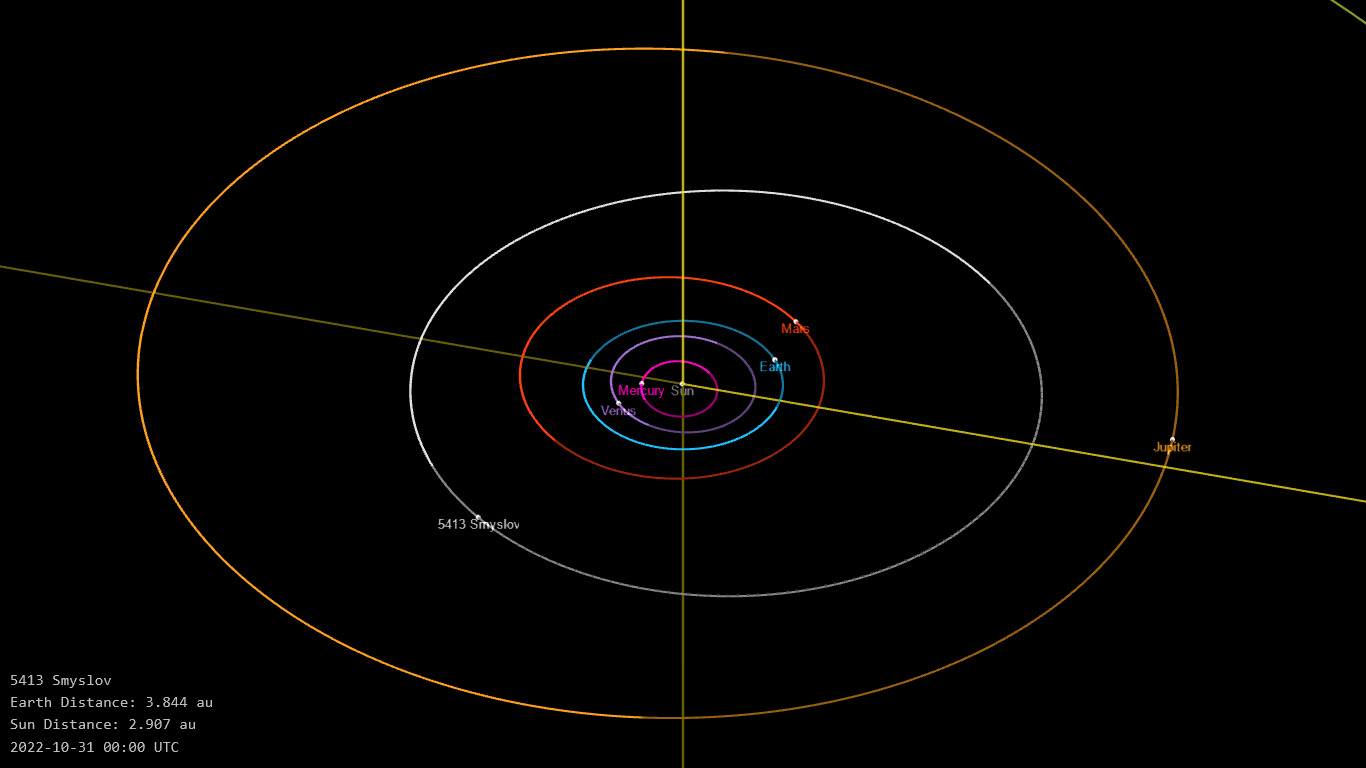
Орбита астероида Смыслов и его положение в Солнечной системе

## Физические характеристики
Из наблюдений телескопа VISTA следует, что астероид относится к таксономическому классу C.
По результатам наблюдений в видимом и ближнем инфракрасном диапазоне космического телескопа NEOWISE диаметр астероида сначала оценивался равным 20,283±0,313 км, позже — 15,31±5,16 км и 20,283±0,313 км. Согласно тем же источникам альбедо оценивается как 0,0586±0,0029, 0,08±0,07 и 0,059±0,003.